# Serge Michel
Serge Michel (* 10. September 1988 in Kolendo, Sachalin, Sowjetunion) ist ein deutscher Boxer im Halbschwergewicht. Als Amateur war er unter anderem Deutscher Meister 2014 und Chemiepokalsieger 2016, Teilnehmer der Weltmeisterschaft 2013 in Almaty und der Europameisterschaft 2015 in Samokow, Finalist der Olympia-Qualifikation 2016 in Baku und Teilnehmer der Olympischen Spiele 2016 in Rio de Janeiro. Darüber hinaus boxte er in der als Mannschafts-WM gestalteten World Series of Boxing und im semiprofessionellen Turniermodus des Amateurverbandes AIBA (AIBA Pro Boxing).
Von 2017 bis 2023 bestritt er 18 Profiboxkämpfe in Deutschland, Großbritannien und Polen, wobei er 2018 Internationaler Deutscher Meister des BDB und auch Internationaler Meister des Weltverbandes WBC wurde. 2020 verlor er beim Kampf um die Europameisterschaft der WBO.
2023 bestritt er bei der Promotion Top Dog in Moskau seinen ersten Kampf im Bare-Knuckle und besiegte dabei den ungeschlagenen Champion Naim Dawudow. Seitdem bestritt er weitere Bare-Knuckle-Kämpfe in dieser Organisation und auch bei Ringlife Combat Series in Deutschland.

## Amateurkarriere
Serge Michel wurde 2010 Bayerischer Meister, Süddeutscher Meister und Bronzemedaillengewinner der Deutschen Meisterschaft, als er erst im Halbfinale gegen Gottlieb Weiss unterlegen war. Bei den Deutschen Meisterschaften 2011 kämpfte er sich bis ins Finale vor, wobei er im Halbfinale Tyron Zeuge schlagen konnte. Im Finalkampf unterlag er Kevin Künzel.
2013 gewann er die Silbermedaille beim Chemiepokal, nachdem er sich gegen den Chinesen Meng Fanlong und den Italiener Gianluca Rosciglione ins Finale vorgekämpft hatte und dort gegen den Niederländer Peter Müllenberg unterlag. Bei den Weltmeisterschaften 2013 in Almaty schied er in der zweiten Vorrunde gegen den Kubaner Julio César La Cruz aus.
2014 gewann Michel den Deutschen Meistertitel durch Siege gegen Kevin Künzel (3:0), Artur Reis (3:0), Elvis Hetemi (3:0) und Leon Bunn (TKO durch Verletzungsabbruch). Beim Chemiepokal 2014 gewann er nach Halbfinalniederlage gegen den Kasachen Ädilbek Nijasymbetow, eine Bronzemedaille. Zuvor hatte er den Chinesen Wang Jianzheng und den Türken Mehmet Nadir Ünal besiegt. 2015 nahm er an den Europameisterschaften in Samokow teil, wo er im ersten Kampf am Weißrussen Michail Dauhaljawez scheiterte (1:2).
2016 gewann Michel den Chemiepokal gegen Sandagsuren Erdenebayar aus der Mongolei (3:0), Mateusz Tryc aus Polen (3:0) und Hrvoje Sep aus Kroatien (2:1). Er startete daraufhin bei der europäischen Olympiaqualifikation in Samsun, wo er den Albaner Syrjan Marinaj (3:0) besiegte, aber im Viertelfinale gegen den Briten Joshua Buatsi (0:3) ausschied. Bei der weltweiten Qualifikation in Baku konnte er sich dann ein Olympiaticket sichern, nachdem er sich gegen Ainar Karlson aus Estland (3:0), Radoslaw Pantalejew aus Bulgarien (3:0), Džemal Bošnjak aus Bosnien (3:0) und diesmal auch gegen Michail Dauhaljawez (3:0) durchgesetzt hatte. Bei den Olympischen Spielen 2016 in Rio de Janeiro verlor er im ersten Duell gegen Carlos Mina aus Ecuador (0:3).
Darüber hinaus war Michel auch Teilnehmer der World Series of Boxing (Bilanz: 4-3) und des AIBA Pro Boxing (Bilanz: 4-1), wo er unter anderem Abdelhafid Benchabla, Oybek Mamazulunov und Kennedy St-Pierre besiegen konnte. Insgesamt gewann er als Amateur 115 von 150 Kämpfen, davon 63 vorzeitig.

## Profikarriere
Serge Michel wechselte im Januar 2017 ins Profilager und wurde von Alexander Petković und Nadine Rasche bei der bayerischen Petkos LMS Box-Promotion unter Vertrag genommen. Sein Profidebüt gewann er am 4. März 2017 in Dachau gegen den Bosnier Slaviša Simeunović. Im Juni 2018 gewann er den Deutschen Meistertitel (BDB) im Halbschwergewicht gegen den ebenfalls unbesiegten Armenak Hovhannisyan.
Durch einen TKO-Sieg in der dritten Runde gegen Sheldon Lawrence gewann er im Oktober 2018 den Titel WBC International Champion. Im April 2019 verlor er durch K. o. gegen Ryan Ford. Nach der Niederlage wurde sein Vertrag seitens Petkos Box Promotion gekündigt. Im Juni 2019 unterschrieb Michel bei der Berliner Sport Management und Vermarktungsagentur O1NE Sport GmbH, die unter anderem WBO International Champion Artur Mann und IBF Europameister Denis Radovan berät, einen Vertrag und wird seither von Daniel Todorovic und Marius Schulze gemanagt.
Im Dezember 2019 gewann er einstimmig gegen den bis dahin ungeschlagenen Briten Tommy Philbin und im September 2020 vorzeitig gegen Liam Conroy.
Am 2. Dezember 2020 boxte er um die WBO-Europameisterschaft im Halbschwergewicht, verlor den Kampf jedoch gegen den Letten Ričards Bolotņiks durch TKO in der zehnten Runde. Im September 2022 verlor er zudem gegen den Polen Nikodem Jezewski.

## Privates und Sonstiges
Serge Michel zog im Alter von sechs Jahren mit seiner Familie nach Deutschland. Die Schule verließ er ohne Abschluss und kam mehrmals mit dem Gesetz in Konflikt, was zu zwei Jugendstrafen in der JVA München führte. 2010 wurde er letztmals entlassen und konzentrierte sich von nun an auf den Boxsport. Unterstützt wurde er dabei von seinem Vater, welcher einen Boxclub in Traunreut betreibt. Serge Michel ist verheiratet und Vater von drei Söhnen.
2018 war Michel Teilnehmer der RTL-Show Big Bounce – Die Trampolin Show.